# Sciapus rutila
Sciapus rutila är en tvåvingeart som beskrevs av Van Duzee 1914. Sciapus rutila ingår i släktet Sciapus och familjen styltflugor. Inga underarter finns listade i Catalogue of Life.